# Radames (cràter)
Radames és un cràter de l'asteroide del tipus Amor (433) Eros, situat amb el sistema de coordenades planetocèntriques a -5.2 ° de latitud nord i 115.1 ° de longitud est. Fa un diàmetre de 1.6 km. El nom va ser fet oficial per la UAI l'any 2003 i fa referència a Radames, oficial egipci, amant de l'esclava etíop Aida de l'òpera Aida de Verdi (Itàlia, 1870).